# Пешеходный мост (Чернигов)
Пешеходный мост в Чернигове — пешеходный мост через реку Десна в городе Чернигове (Украина).
В 25 марта 2022 года по мосту прекращено движение из-за аварийности — был поврежден в ходе Вторжения России на Украину.

## Общие данные
Один из крупнейших черниговских мостов. Является единственным пешеходным мостом через Десну в городе Чернигове. Административно находится в пределах города Чернигова, соединяет берега Десны, расположен рядом с Черниговским речным портом. Имеет специальные заграждения, которые не дают возможности проехать автотранспорту.
Был построен в 1987 году Центральным научно-исследовательским и проектным институтом строительных металлоконструкций имени Н. П. Мельникова.
В 2014 году был раскрашен в цвета украинского флага активистами-патриотами.
Мост известен среди любителей банджи-джампинга, а еще он культовое место для влюблённых, на нем есть специальные металлические конструкции в форме сердца куда влюбленные могут повесить навесные замки — символ крепких отношений.
В 2022 году во время боев за Чернигов, через мост проходила эвакуация жителей из города, для чего даже сняли часть заграждений для транспорта, но воспользоваться такой возможностью удалось не всем, мост пострадал от обстрелов и получил значительные повреждения.

## Галерея

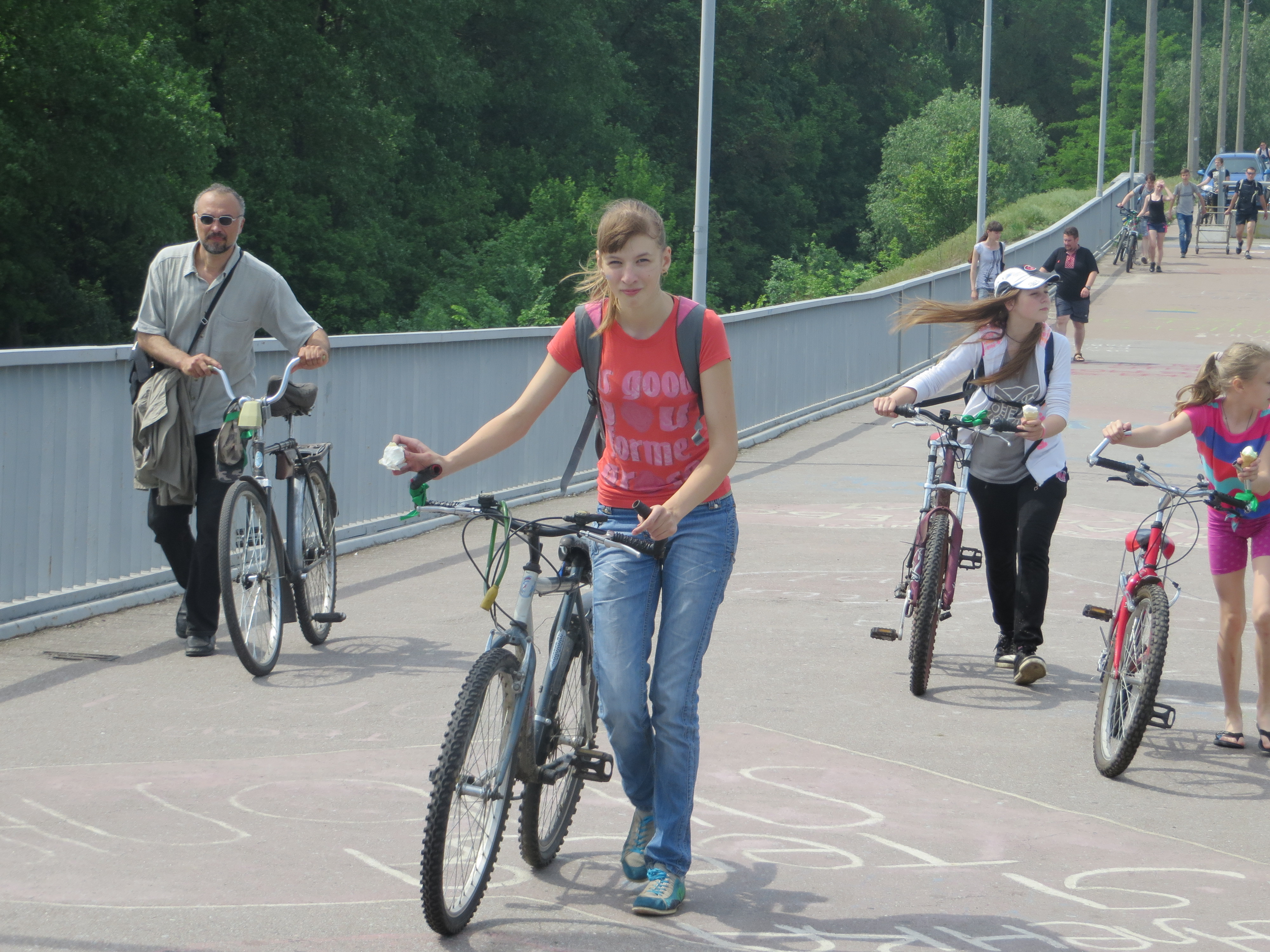
Велодень в Чернигове, 18 мая 2014 года.
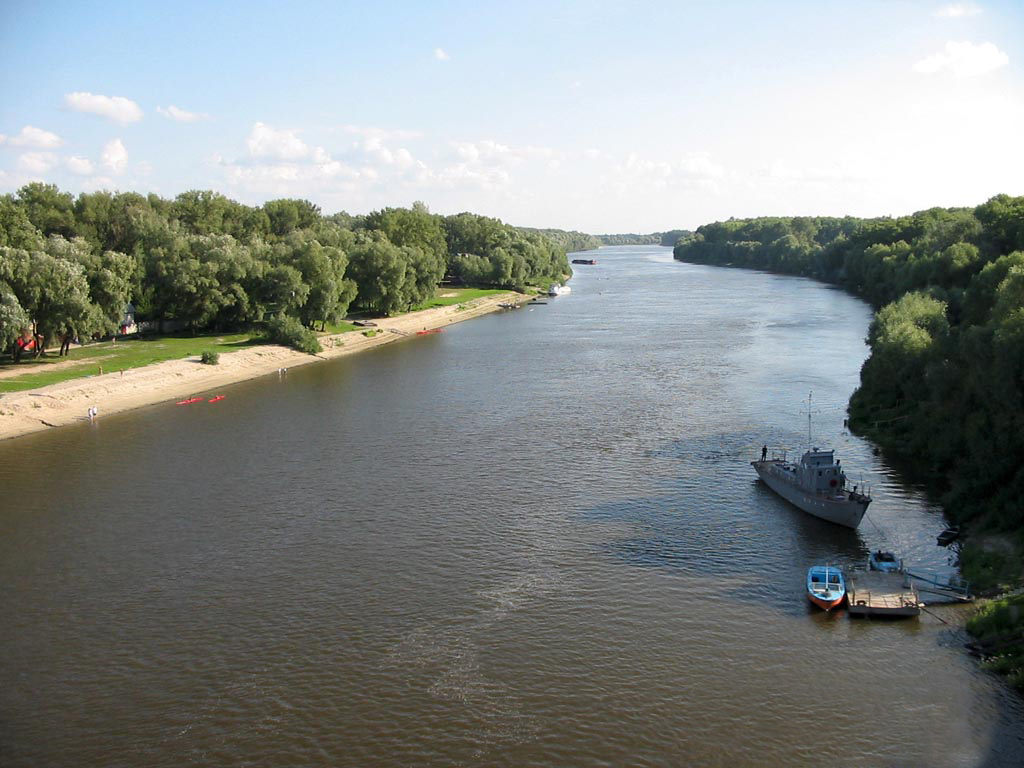
Вид на Десну с моста
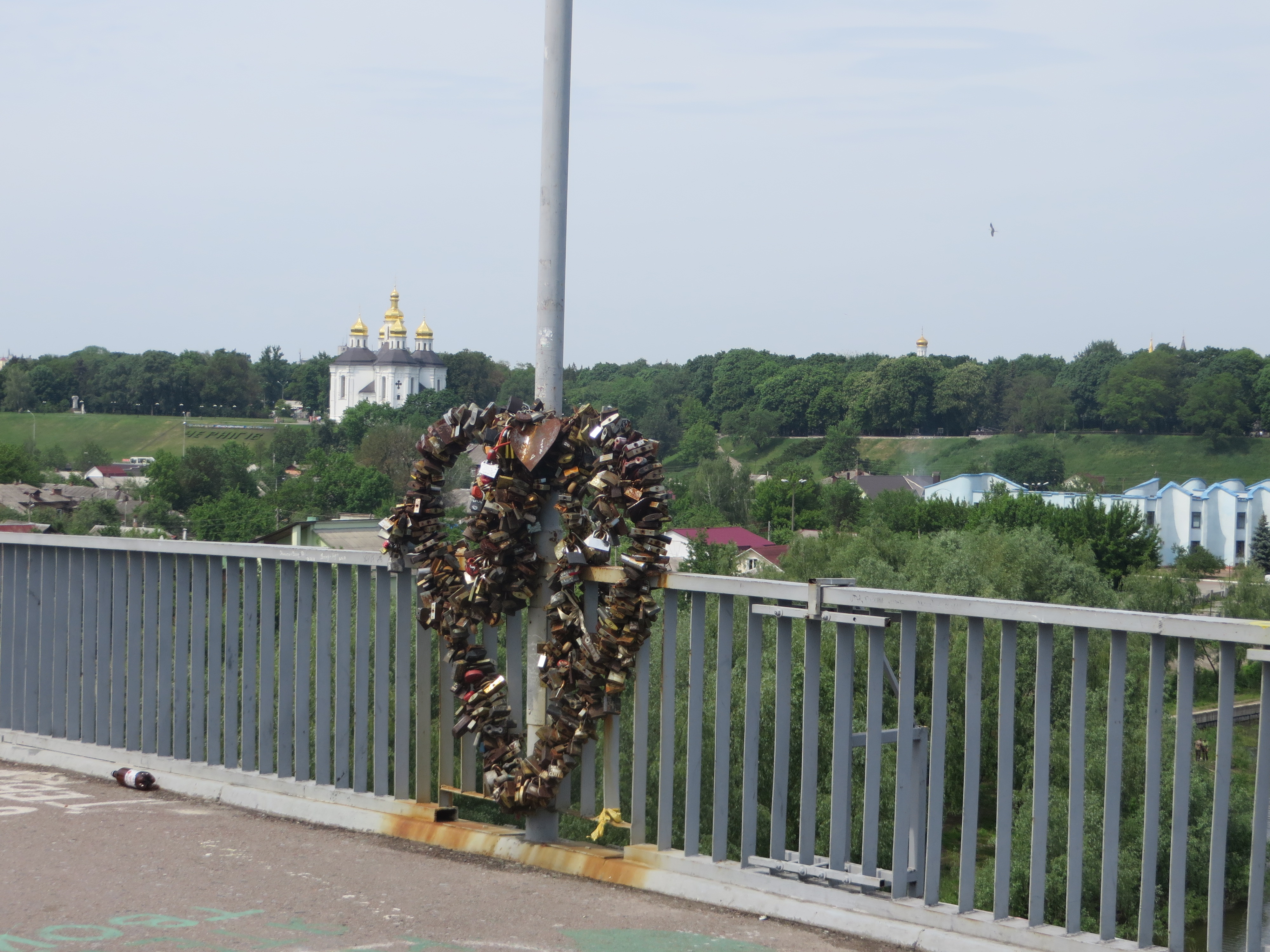
Мост влюблённых. 2014 год.
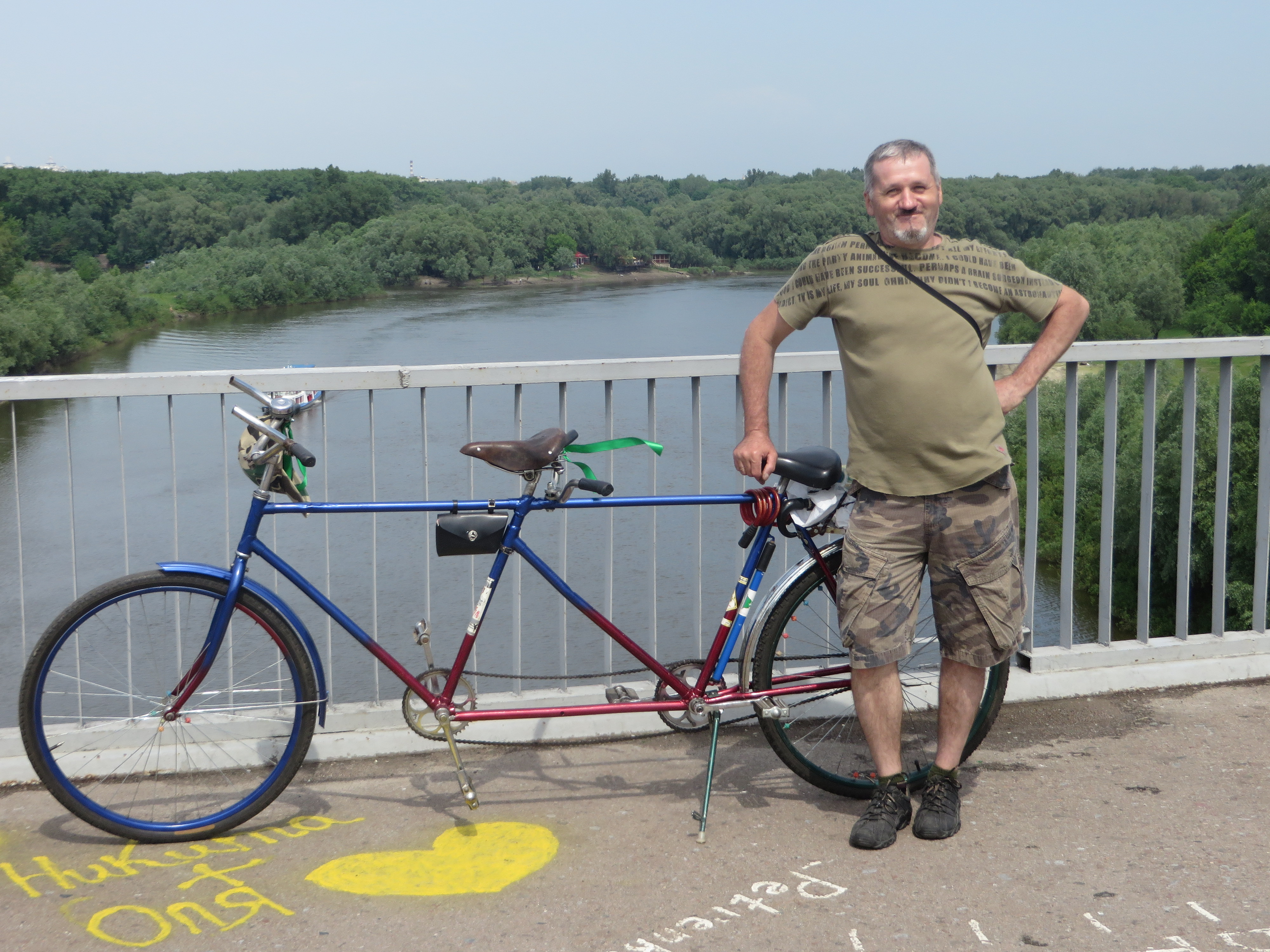
Участник Велодня 2014 с велосипедом-тандемом на мосту.